# Кљенова
Кљенова (слч. Klenová) насељено је мјесто са административним статусом сеоске општине (слч. obec) у округу Сњина, у Прешовском крају, Словачка Република.

## Становништво
| Година:    | 1994. | 2004.   | 2014.   | 2024.   |
| ---------- | ----- | ------- | ------- | ------- |
| Број људи: | 515   | 533     | 530     | 496     |
| Разлика:   |       | +3,49 % | -0,56 % | -6,41 % |

| Година:    | 2023. | 2024.   |
| ---------- | ----- | ------- |
| Број људи: | 499   | 496     |
| Разлика:   |       | -0,60 % |

Према подацима о броју становника из 2024. године насеље је имало 496 становника.